# James Vaughan (voetballer, 1988)
James Oliver Vaughan (Birmingham, 14 juli 1988) is een Engels voetballer van Jamaicaanse afkomst die bij voorkeur als aanvaller speelt. Hij verruilde in juli 2013 Norwich City voor Huddersfield Town, dat hem het voorgaande seizoen al huurde.

## Clubcarrière
Vaughan komt uit de jeugdopleiding van Everton. Op 10 april 2005 debuteerde hij in de Premier League tegen Crystal Palace. Hij was toen 16 jaar en 271 dagen oud. Daardoor nam hij James Milner's record af als jongste debutant in de Premier League. Enkele maanden later tekende hij zijn eerste profcontract. Everton leende hem driemaal uit. Tussen 2009 en 2011 speelde hij op uitleenbasis voor Derby County, Leicester City en Crystal Palace. Met Everton stond hij op 30 mei 2009 (als invaller) in de finale van de strijd om de FA Cup. Daarin verloor de ploeg van trainer-coach David Moyes met 2-1 van Chelsea door goals van Didier Drogba en Frank Lampard.
Op 27 mei 2011 tekende hij een driejarig contract bij toenmalig promovendus Norwich City. Hij speelde vijf wedstrijden voor Norwich City. Tijdens het seizoen 2012/13 werd hij uitgeleend aan Huddersfield Town, waar hij veertien doelpunten in 33 competitiewedstrijden maakte. Hij debuteerde voor Huddersfield Town op 26 augustus 2012, tegen Burnley. Op 1 september 2012 scoorde hij zijn eerste doelpunt voor Huddersfield Town, tegen Ipswich Town. Op 3 juli 2013 zette Vaughan zijn handtekening onder een permanente verbintenis bij Huddersfield Town.

## Clubstatistieken
| Seizoen | Club                | Land     | Competitie     | Wed. | Doelp. |
| ------- | ------------------- | -------- | -------------- | ---- | ------ |
| 2004/05 | Everton FC          | Engeland | Premier League | 2    | 1      |
| 2005/06 | Everton FC          | Engeland | Premier League | 1    | 0      |
| 2006/07 | Everton FC          | Engeland | Premier League | 14   | 4      |
| 2007/08 | Everton FC          | Engeland | Premier League | 8    | 1      |
| 2008/09 | Everton FC          | Engeland | Premier League | 13   | 0      |
| 2009/10 | Everton FC          | Engeland | Premier League | 8    | 1      |
| 2009/10 | → Derby County      | Engeland | Championship   | 2    | 0      |
| 2009/10 | → Leicester City    | Engeland | Championship   | 8    | 1      |
| 2010/11 | → Crystal Palace    | Engeland | Championship   | 14   | 5      |
| 2010/11 | Everton FC          | Engeland | Premier League | 1    | 0      |
| 2010/11 | → Crystal Palace    | Engeland | Championship   | 16   | 4      |
| 2011/12 | Norwich City        | Engeland | Premier League | 5    | 0      |
| 2012/13 | → Huddersfield Town | Engeland | Championship   | 33   | 14     |
| 2013/14 | Huddersfield Town   | Engeland | Championship   | 23   | 10     |
| 2014/15 | Huddersfield Town   | Engeland | Championship   | 26   | 7      |
| 2015/16 | Huddersfield Town   | Engeland | Championship   | 4    | 0      |
| 2015/16 | → Birmingham City   | Engeland | Championship   | 15   | 0      |
| 2016/17 | Birmingham City     | Engeland | Championship   | 0    | 0      |
| 2016/17 | Bury FC             | Engeland | League One     | 37   | 24     |
| 2017/18 | Sunderland AFC      | Engeland | Championship   | 23   | 2      |
| 2017/18 | Wigan Athletic      | Engeland | League One     | 19   | 3      |
| 2018/19 | Wigan Athletic      | Engeland | Championship   | 19   | 2      |
| 2018/19 | → Portsmouth FC     | Engeland | League One     | 10   | 0      |
| Totaal  | Totaal              | Totaal   | Totaal         | 301  | 79     |

## Interlandcarrière
Vaughan speelde vier interlands voor Engeland -21. Hij kwam ook uit voor Engeland -17 en Engeland -19.